# Anchisauridae
De Anchisauridae zijn een groep van plantenetende basale sauropodomorfe dinosauriërs, die leefden in het Laat-Trias tot het Vroeg-Jura.
In 1885 benoemde Othniel Charles Marsh een familie Anchisauridae om Anchisaurus een plaats te geven. Eerder had hij dezelfde groep benoemd als de Amphisauridae maar dat bleek een al bezette naam.
Het holotype, naamdragend fossiel, van Anchisaurus bestaat uit bijzonder fragmentarisch materiaal. Veel wetenschappers beschouwen dit geslacht daarom als een nomen dubium en zien aldus het begrip Anchisauridae als overbodig. Anderen, zoals Adam Yates, zijn het daarmee echter niet eens. Daarbij heeft Peter Malcom Galton in 2012 een petitie ingediend bij het ICZN om een vrij volledig skelet als vervangend neotype aan te wijzen. In dat geval kan het concept zijn waarde herwinnen. In ieder geval gaven Galton en Paul Upchurch al in 2004 een exacte definitie als klade: de groep bestaande uit Anchisaurus en alle soorten nauwer verwant aan Anchisaurus dan aan Melanorosaurus.
De groep bestaat wellicht uit erg basale Sauropodomorpha, onder in de stamboom staande leden van wat vroeger de "prosauropoden" heetten, die op hun beurt weer behoorden tot de eerste dinosauriërs. Volgens analyses van Yates echter zijn de Anchisauridae juist tamelijk afgeleid en staan boven de Plateosauridae in de stamboom. Tot de groep behoren in ieder geval tamelijk elegant gebouwde dieren, met een lengte tot drie meter. Het lichaam is langwerpig met een lange hals die een kleine kop draagt. De staart is lang maar stevig, de achterpoten zijn robuust gebouwd.
Anchisauriden behoren tot de vroegste plantenetende dinosauriërs. Ze hadden afgeronde, spatelvormige tanden met gekartelde randen. De tanden verknipten de planten die gegeten werden waardoor ze gemakkelijker verteerd konden worden, een proces dat wellicht verder ondersteund werd door maagstenen. De armen benaderden de achterpoten in lengte. Volgens Galton betekende dit dat het om viervoeters ging. Andere wetenschappers, zoals Heinrich Mallon, menen dat de anchisauriden noodzakelijk tweevoeters waren omdat de onderarm niet naar buiten gedraaid kon worden om de handpalm vlak op de grond te zetten. In ieder geval toont het sterke enkelgewricht dat de dieren zich geregeld oprichtten, bijvoorbeeld om zich met hogere planten te voeden.
Robert Thomas Bakker stelde in 1986 dat de anchisauriden de voorouders van de ornithischiërs waren. Vooral Anchisaurus deelde volgens hem een aantal kenmerken met basale leden van die groep, zoals Heterodontosaurus: de langwerpige hals, de stevige schoudergordel en voorpoten, en details in het bekken en de enkel. De Ornithischia en de Sauropodomorpha zouden aldus samen een Phytodinosauria vormen, met uitsluiting van de Theropoda. Later onderzoek heeft deze stoutmoedige hypothese echter niet kunnen bevestigen. Een andere opmerkelijke veronderstelling was die van Friedrich van Huene uit 1902 die meende dat de Anchisauridae zelf vleesetende theropoden waren; deze mogelijkheid zou tot in de jaren tachtig van de twintigste eeuw verdedigd blijven worden.

## Geslachten
- Ammosaurus † Marsh 1891
- Anchisaurus † Marsh 1885
- Gyposaurus † Broom 1911
- Kainomoyenisauropus † Ellenberger 1970
- Palaeosaurus † Riley & Stutchbury 1836
- Qomoqomosauropus † Ellenberger 1970
- Senqutrisauropus † Ellenberger 1970
- Tritotrisauropus † Ellenberger 1970